# Hula-tánc
A Hula-tánc (a フラガール alakban írt japán cím eredeti olvasata: fura gáru, jelentése: hula lány) egy 2006-ban bemutatott japán filmvígjáték a koreai I Szongil rendezésében. Történetének lényege, hogy egy kis szénbányász-városban hawaii stílusú szórakoztató-központ épül, a helyi lakók lányai közül pedig többen (sokszor szüleik rosszallása ellenére) hula táncosnak jelentkeznek a központba.
A mű többet is elnyert a Japán Filmakadémia díjai közül, győzött például a legjobb film kategóriában is.

## Cselekmény
|  | Alább a cselekmény részletei következnek! |

A film 1965-ben játszódik Ivaki városában, ahol a helyiek fő megélhetését hosszú-hosszú ideje a szénbányászat adta. A szén használata azonban visszaszorulóban van, a bányában feltörő meleg vizet pedig nagyon költséges visszaszorítani, ezért a tulajdonos leépíti a bányászatot: kétezer ember állása kerül veszélybe. Hogy egy részüknek új munkát tudjanak adni, egy befektető különös ötlettel áll elő: hawaii szórakoztatóközpontot építene a kisvárosba, amely 500 embernek adna munkát.
Az elképzelés heves tiltakozást vált ki a bányászok között, ám néhány helyi lány érdekesnek és reményteli lehetőségnek találja, hogy hula táncosokat is szeretnének képezni, akik a központban dolgoznának majd. A lányok között van Kimiko és barátnője, Szanae, de rajtuk kívül csak ketten, a kevésbé szép Szajuri és egy náluk pár évvel idősebb nő jelentkezik. A tánctanárnő egyenesen Tokióból érkezik Ivakiba, ám nagyon lehangolónak találja a vidéki, kissé lezüllött környezetet, és reménytelennek látja a lányokat, akik a legegyszerűbb testgyakorlatokat sem tudják megcsinálni. Nem is nagyon van kedve foglalkozni velük, de végül belevág a tanításba.
Kimiko és Szanae megpróbálják otthon titokban tartani, hogy táncolni tanulnak, de Kimiko anyja hamarosan rájön, és haragra gerjed. Ki is tiltja otthonról a lányát, aki azonban ettől még elszántabban kezd gyakorolni. Hamarosan számos bányászt valóban elbocsátanak munkahelyéről, így, hogy valamiféle megélhetést biztosítsanak a családnak, az ő lányaik közül még többen jelentkeznek táncosnak. A nagy csapat szépen lassan halad a tanulással, a tanárnő is egyre jobban megszereti mind őket, mind a környezetet. Hamarosan országjáró turnéba kezdenek, hogy hirdessék a leendő szórakoztató központot, ám mindjárt első előadásuk eléggé sikertelen lesz: a színpadon is sokszor ügyetlenül mozognak, a „műveletlen” falusi közönség pedig nem értékeli eléggé az előadást, még olyan is akad a nézők között, aki azért lesz csalódott, mert vetkőzős táncot várt, de nem azt kapott. A sikertelenség veszekedést szül a lányok között, még a tanárnő is feldühödik, és majdnem ott is hagyja őket, de sikerül kibékülniük, és folytatják az utat, az elkövetkezendőkben már nagyobb sikerrel. Hamarosan azonban Szanae apját is kirúgják a bányából, aki ezután tudja csak meg, hogy lánya táncolni jár: ő is feldühödik, és még meg is veri a lányt. Az apa új munkát Júbari városában kap, ahova magával viszi a lányát is, aki érzékeny búcsút kénytelen venni barátnőitől.
Újabb kényes jelenetet okoz, amikor Szajuri apja meghal egy bányaomlásban, és a csapat megtudja a hírt. Bár első döntésük az, hogy ilyen lelkiállapotban most nem tudnak táncolni, Szajuri kérésére végül mégis a tánc mellett döntenek. Ezt családtagjai nagyon rossz néven veszik, és a tanárnőt okolják érte, aki ezért vonatra is ül, hogy hazautazzon. Az utolsó pillanatban azonban az állomásra érkeznek a lányok, és a hula tánc „jelbeszédével” hozzák a már a vonatban ülő tanárnő tudomására, hogy mennyire szeretik őt. Ő elérzékenyül, és megváltoztatja döntését: mégsem utazik haza.
Hamarosan elérkezik a szórakoztató központ megnyitása, de eközben azt is láthatjuk, hogy azért a lakók központot ellenző része is boldog: amíg az előadás tart, a bányászok piszkos, de mosolygó arccal lépnek be a bányába. A megnyitó táncelőadás nagy sikert arat, még Kimiko anyjának is nagyon tetszik, aki az idők során lassan megváltoztatta kezdetben ellenkező álláspontját.
|  | Itt a vége a cselekmény részletezésének! |

## Szereplők
- Macujuki Jaszuko ... Hirajama Madoka, a tanárnő
- Aoi Jú ... Kimiko, táncoslány
- Tokunaga Eri ... Szanae, táncoslány
- Jamaszaki Sizujo ... Szajuri, táncoslány
- Tojokava Ecusi ... Jódzsiró, Kimiko bátyja

## Díjak és jelölések
| 2007 | A japán filmakadémia díja     | Legjobb film                     |                            | Elnyerte |
| 2007 | A japán filmakadémia díja     | Legjobb női mellékszereplő       | Aoi Jú                     | Elnyerte |
| 2007 | A japán filmakadémia díja     | Legjobb rendező                  | I Szangil                  | Elnyerte |
| 2007 | A japán filmakadémia díja     | Legjobb forgatókönyv             | I Szangil, Habara Daiszuke | Elnyerte |
| 2007 | A japán filmakadémia díja     | Közönségdíj (legnépszerűbb film) |                            | Elnyerte |
| 2007 | A japán filmakadémia díja     | Legjobb színésznő                | Macujuki Jaszuko           | Jelölés  |
| 2007 | A japán filmakadémia díja     | Legjobb női mellékszereplő       | Fudzsi Szumiko             | Jelölés  |
| 2007 | A japán filmakadémia díja     | Legjobb operatőr                 | Jamamoto Hideo             | Jelölés  |
| 2007 | A japán filmakadémia díja     | Legjobb világítás                | Ono Akira                  | Jelölés  |
| 2007 | A japán filmakadémia díja     | Legjobb szerkesztés              | Imai Cujosi                | Jelölés  |
| 2007 | A japán filmakadémia díja     | Legjobb művészeti rendezés       | Taneda Jóhei               | Jelölés  |
| 2007 | A japán filmakadémia díja     | Legjobb hang                     | Siratori Micugu            | Jelölés  |
| 2006 | Hócsi-filmdíj                 | Legjobb film                     |                            | Elnyerte |
| 2006 | Hócsi-filmdíj                 | Legjobb női mellékszereplő       | Aoi Jú                     | Elnyerte |
| 2007 | Japán professzionális filmdíj | Legjobb színész                  | Tojokava Ecusi             | Elnyerte |
| 2007 | Jokohamai filmfesztivál       | Legjobb színésznő                | Aoi Jú                     | Elnyerte |
| 2007 | Kék Szalag-díj                | Legjobb film                     |                            | Elnyerte |
| 2007 | Kék Szalag-díj                | Legjobb színésznő                | Aoi Jú                     | Elnyerte |
| 2007 | Kék Szalag-díj                | Legjobb női mellékszereplő       | Fudzsi Szumiko             | Elnyerte |
| 2007 | Kinema Dzsunpó-filmdíj        | Legjobb film                     |                            | Elnyerte |
| 2007 | Kinema Dzsunpó-filmdíj        | Legjobb női mellékszereplő       | Aoi Jú                     | Elnyerte |
| 2007 | Kinema Dzsunpó-filmdíj        | Legjobb rendező                  | I Szangil                  | Elnyerte |
| 2007 | Mainicsi-filmdíj              | Legjobb női mellékszereplő       | Aoi Jú                     | Elnyerte |
| 2007 | Mainicsi-filmdíj              | Legjobb művészeti rendezés       | Taneda Jóhei               | Elnyerte |
| 2007 | Mainicsi-filmdíj              | Legjobb hang                     | Siratori Micugu            | Elnyerte |
| 2006 | Nikkan Szupócu-filmdíj        | Legjobb film                     |                            | Elnyerte |
| 2006 | Nikkan Szupócu-filmdíj        | Legjobb színésznő                | Macujuki Jaszuko           | Elnyerte |
| 2006 | Nikkan Szupócu-filmdíj        | Legjobb női mellékszereplő       | Fudzsi Szumiko             | Elnyerte |
| 2006 | Nikkan Szupócu-filmdíj        | Legjobb új tehetség              | Aoi Jú                     | Elnyerte |